# Stazione di Cantello-Gaggiolo
La stazione di Cantello-Gaggiolo è una fermata ferroviaria posta sulla linea Mendrisio-Varese. Serve la località di Gaggiolo, frazione del comune di Cantello.

## Storia
La fermata è stata costruita contemporaneamente alla realizzazione del raccordo internazionale Arcisate-Stabio della ferrovia Mendrisio-Varese; l'attivazione è avvenuta, contestualmente all'entrata in esercizio del suddetto raccordo, il 1º dicembre 2017. Si tratta della fermata della linea più prossima al confine elvetico tra quelle site in territorio italiano.

## Strutture e impianti
Secondo il progetto esecutivo presentato nel 2016, la stazione si situa a ridosso dell'imboccatura orientale della galleria Bevera e a poche centinaia di metri dalla frontiera italo-svizzera.
Come le nuove stazioni di Induno Olona e Arcisate (servite dalla medesima linea), lo scalo di Gaggiolo è costruito in trincea e dispone di due binari passanti serviti da due banchine (coperte da tettoie in acciaio e plastica). A livello del suolo, a formare un ponte sopra i binari, si situa il fabbricato viaggiatori (atto a incanalare l'accesso e il deflusso dei passeggeri: al suo interno sono alloggiati biglietteria, tornelli e sala d'attesa).

## Movimento
A seguito del cambio d'orario del 9 giugno 2019, Stabio è servita tutti i giorni dalla linea S50 Malpensa Aeroporto-Varese-Mendrisio-Lugano-Bellinzona e dal lunedì al sabato dalla linea S40 Varese-Mendrisio-Como. Entrambe le relazioni operano con cadenzamento orario.